# Нервное окончание
Нервные окончания — специализированные образования на концах длинного отростка нервной клетки (аксон), где отсутствует миелиновая оболочка, обеспечивающие передачу информации в виде нервного импульса.

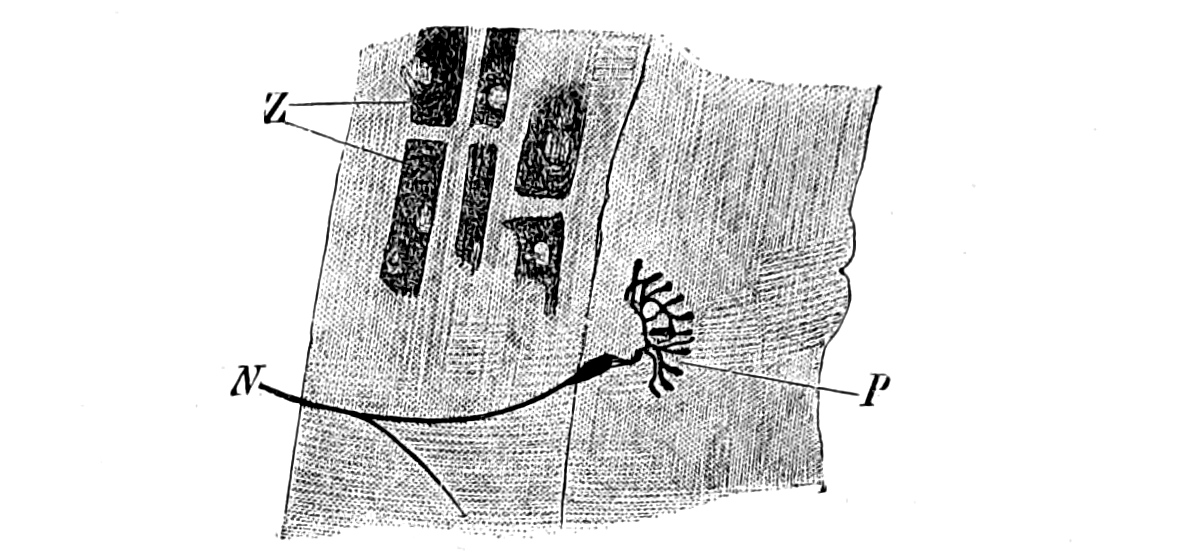
Нервное окончание мышечного волокна

Прием информации выполняют чувствительные/сенсорные нервные окончания, передачу — эффекторные. Чувствительные нервные окончания по функции и строению подобны дендритам и имеют рецепторную мембрану. Эффекторные нервные окончания секретирует во внутриклеточное пространство какой-либо медиатор, указывая местное расширение аксона, имеющий скопление секреторных пузырьков/гранул и митохондрий. Располагается на самом конце ветви аксона, либо по ее ходу.
Нервные окончания формируют передающие или воспринимающие концевые аппараты различной структурной организации, среди которых по функциональному значению можно выделить:
1. передающие импульс от одной нервной клетки к другой — синапсы;
2. передающие импульс от места действия факторов внешней и внутренней среды к нервной клетке — афферентные окончания, или рецепторы;
3. передающие импульс от нервной клетки к клеткам других тканей — эффекторные окончания, или эффекторы.